# Ruhabat
 Ruhabat  è la città capoluogo dell'omonimo distretto situato nella provincia di Ahal, in Turkmenistan.